# North Central Service
La Línea North Central Service (en inglés: North Central Service Line) es una línea del Tren de Cercanías Metra que opera entre las estaciones Union Station y Antioch.